# Sheldon Brown
Sheldon Brown (Boston, 14 luglio 1944 – Newton, 4 febbraio 2008) è stato un ciclista e informatico statunitense.

## Biografia
Sheldon Christopher Brown nacque a Boston nel 1944 da  George Matson Brown e Madalyn Joyce Brown; all'inizio degli anni cinquanta, in seguito alla morte del padre in un incidente aereo, la famiglia si spostò a Marblehead, in Massachusetts.
Durante l'infanzia iniziò ad interessarsi al recupero e alla riparazione di vecchie biciclette; dopo aver abbandonato il college e svolto varie attività, fra le quali quelle di tassista e venditore di scarpe e impianti hi-fi, divenne un meccanico ciclista e nel 1972 fondò il "Boston Bicycle Repair Collective"; terminata l'esperienza del collettivo diventò riparatore professionista di fotocamere.
Nel 1979 sposò Harriet Fell, dalla quale ebbe due figli: Tova Helen Fell Brown (1981) e George Martin Fell Brown (1983).
Visse in Francia fra il 1988 e il 1989; buon conoscitore della lingua e dichiaratamente francofilo tradusse in francese alcuni dei propri articoli e compilò un dizionario tecnico Inglese-Francese. Dal 1990 lavorò come referente tecnico di Harris Cyclery, un negozio di biciclette a West Newton, Massachusetts; dal 1995 cominciò ad occuparsi del sito internet, di cui divenne webmaster.
Affetto da sclerosi multipla fu costretto dal 2006 ad abbandonare la bicicletta tradizionale, ma continuò a pedalare utilizzando un recumbent a tre ruote. Morì il 4 febbraio 2008 per un attacco cardiaco.

## Attività
Appassionato conoscitore del ciclismo e della bicicletta, in particolare bici d'epoca e classiche Raleigh, bici inglesi a tre rapporti, tandem e biciclette a ruota fissa, deve la propria notorietà alle collaborazioni con riviste del settore (Bike World, Bicycling, American Bicyclist, Adventure Cyclist) firmate anche con lo pseudonimo "Christopher Joyce", all'attività su internet e soprattutto al proprio sito, universalmente considerato un autorevole ed esaustivo compendio teorico e pratico della tecnica ciclistica.

## Sheldon Brown's Journal
A partire dall'8 novembre 1998 tiene un diario online contenente annotazioni di eventi personali e familiari, recensioni cinematografiche, teatrali e musicali, riflessioni ed opinioni in ambito politico e sociale. L'ultimo post risale al primo gennaio 2008.
Sheldon Brown stesso sostiene che il diario sia assimilabile ad un blog "sebbene il termine non fosse stato coniato quando iniziai".

## Gain Ratio
Sheldon Brown ha sviluppato un metodo per misurare il rapporto di trasmissione di una bicicletta, detto gain ratio, che rispetto ai tradizionali sistemi (sviluppo metrico e gear inches) offre i vantaggi di essere adimensionale (numero puro), per cui indipendente dall'unità di misura utilizzata, e soprattutto di considerare anche la lunghezza della pedivella.
{\displaystyle {\text{gr}}={{\text{r}} \over {\text{lp}}}\times {{\text{ndc}} \over {\text{ndp}}}}
Dove
gr = gain ratio
r = raggio della ruota
lp = lunghezza della pedivella
ndc = numero di denti della corona
ndp = numero di denti del pignone
Il valore di gain ratio esprime il rapporto fra la distanza percorsa dal perno del pedale e quella percorsa dalla ruota.
In pratica il valore di gain ratio si ottiene moltiplicando il rapporto fra il raggio della ruota e la lunghezza della pedivella (intesa come distanza fra il centro del perno del pedale e il centro dell'asse del movimento centrale) per il rapporto di trasmissione; considerando ad esempio una bicicletta con ruota motrice di diametro di circa 680mm (copertoni 700x32), pedivelle da 170mm, corona e pignone rispettivamente da 48 e 16 denti il valore sarà:
{\displaystyle {340 \over 170}\times {48 \over 16}=6}
ossia per ogni metro percorso dal pedale la bicicletta percorre sei metri.
Mantenendo costanti tutti gli altri elementi, la lunghezza della pedivella è direttamente proporzionale al guadagno meccanico del sistema di trasmissione.